# Bernard Tchoutang
Bernard Samuel Tchoutang (Yaoundé, 2 de setembro de 1976) é um ex-futebolista profissional camaronês que atuava como atacante.

## Carreira
Bernard Tchoutang se profissionalizou no Tonnerre Yaoundé.

## Seleção
Bernard Tchoutang integrou a Seleção Camaronesa de Futebol na Copa das Confederações FIFA de 2001.

## Títulos
Camarões
- Copa das Nações Africanas: 2000